# Бибби, Джессика
Джессика Бибби (англ. Jessica Bibby; род. 23 августа 1979 года в Мельбурне, Виктория, Австралия) — австралийская профессиональная баскетболистка, выступала в женской национальной баскетбольной ассоциации. Была выбрана на драфте ВНБА 2000 года в третьем раунде под общим сорок пятым номером клубом «Нью-Йорк Либерти». Играла на позиции атакующего защитника.

## Ранние годы
Джессика Бибби родилась 23 августа 1979 года в городе Мельбурн (штат Виктория).